# Constantino Folco-Bottaro
Constantino Agustín Domingo Folco-Bottaro (Montevideo, Uruguai, 19 de març de 1882 - ?) fou un tenor argentí.

## Biografia
Fou fill dels italians Faustino Folco i Maria Bottaro, que van emigrar a Buenos Aires, un matrimoni que va tenir més de deu fills. Constantino va néixer i va ser batejat a Montevideo. Faustino Folco, el pare, fou el primer president de la Sociedad de Socorros Mutuos de Ramos Mejía, Buenos Aires, fundada el gener de 1900.
Va estudiar cant a Buenos Aires. Es va traslladar a Itàlia per rebre classes de Vincenzo Pintorno a Milà. El debut operístic va arribar el 1911 al Teatro Sociale de Màntua com a Turiddu a Cavalleria Rusticana de Pietro Mascagni. Recomanat pel seu professor, el 1912 va fer aparicions com a convidat a Sicília i a Calàbria. Tot seguit va cantar a Torí, Gènova, Cremona i Mòdena.
El 5 de desembre de 1914 va participar en la primera representació a Itàlia, al teatre Vittorio Emanuele de Torí, del poema simfònic-coral Giovanna d'Arco del compositor Marco Enrico Bossi, en un format d'òpera de concert sota la direcció de Renzo Bossi, fill del compositor.
A primers de desembre de 1915 va cantar al Vittorio Emanuele de Torí el paper de Turiddu de Cavalleria rusticana, amb Ottavia Giordani i del baríton Matteo Dragoni (Mate Čulić-Dragun).
El 1916 va tornar a cantar Turiddu aquesta vegada en la seva primera aparició a La Scala. Va tenir lloc el 30 de març de 1916, en una representació dirigida pel compositor en commemoració de l'estrena de l'obra, feia ja vint-i-cinc anys. Van acompanyar a Folco la soprano romanesa Hariclea Darclée i el baríton Giuseppe Danise. En aquest teatre va cantar el març d'aquell any el paper de Paolo de l'òpera Francesca da Rimini de Riccardo Zandonai.
L'octubre de 1920 va participar en la representació al Teatro Carcano de Milà de l'òpera Andrea Chénier d'Umberto Giordano.
El 1923 va tornar al seu país per cantar al Teatro Colón de Buenos Aires en les estrenes de Debora e Jaele de Pizzetti i La vida breve de Manuel de Falla, així com en l'estrena de Raquela (1923), del compositor argentí Felipe Boero. El 1923 va aparèixer a l'Òpera de Rio de Janeiro de nou a Debora e Jaele i La vida breve.
Va participar en la primera representació de l'òpera La cena delle beffe d'Umberto Giordano al teatre Comunale de Piacenza, l'11 de febrer de 1925, en presència del compositor, al costat de la soprano Giuseppina Cobelli i del baríton Angelo Pilotto, sota la direcció de Federico Del Cupolo. L'abril cantava de nou Andrea Chénier, ara al Teatro Nazionale de Milà i en la inauguració de la seva temporada lírica, amb la soprano Anna Maria Turchetti i el baríton Angelo Pilotto. Segons la crítica, la seva veu patia d'un timbre irregular i imprecís.
Al Gran Teatre del Liceu de Barcelona va cantar dues temporades, les de 1925-1926 i 1926-1927, demostrant ser un excel·lent tenor de generoses facultats, que cantava amb un incansable esforç.
El 1928, Bottaro va fer una aparició a l'Òpera del Caire com a Herodes a Salome de Richard Strauss. El 1930 va cantar a Niça l'òpera La Cabrera de Gabriel Dupont.
El 18 de febrer de 1933 va participar en la primera representació a Pàdua, al Teatre Verdi, de l'òpera La cena delle beffe d'Umberto Giordano, al costat de la soprano Alda Fedeli i del baríton Giuseppe Noto.
La darrera aparició va ser el 1935 al Teatro Verdi de Vicenza com a Giannetto a La cena delle beffe.